# Robert Stolz (Schiff)
Die Robert Stolz ist ein Fahrgastschiff und das Flaggschiff der Charterliner GmbH van de Lücht mit Heimathafen Winkel.

## Geschichte
Das Schiff wurde auf der Lux-Werft gebaut; den Innenausbau nahm der Eigner selbst vor. Der Stapellauf fand am 16. November 1981 statt. Am 27. März 1982 wurde das Schiff von der Witwe des österreichischen Komponisten und Dirigenten Robert Stolz, Einzi Stolz, getauft.
Die Robert Stolz bietet Platz für 250 Fahrgäste und wird normalerweise für Charterfahrten im Rhein-Main-Gebiet genutzt. Im Sommerhalbjahr bietet van de Lücht sonntäglich planmäßige Fahrten „Rund um die Mariannenaue“ an, entweder auf der Robert Stolz oder auf der kleineren Willy Schneider.

## Ausstattung
Die Robert Stolz wird von zwei MAN-Hauptmaschinen angetrieben, die insgesamt eine Leistung von 178 kW bieten und auf zwei Schottel-Ruderpropeller wirken. Zur Stromerzeugung besitzt sie zwei Mercedes-Generatoren mit je 95 kW sowie einen Mercedes-Bugstrahler mit 44 kW.